# اسلام‌بایوو
اسلام‌بایوو (انگلیسی: Islambayevo) یک شهرک در شهرستان بورزیانسکی باشقیرستان کشور روسیه است.